# Георгіос Іакову
Георгіос Іакову (грец. Γεώργιος Ιακώβου; нар. 19 липня 1938) — кіпрський дипломат і політичний діяч. Обіймав посаду міністра закордонних справ Кіпру два терміни поспіль із вересня 1983 до 1988 року і з 1988 до 1993 року, а також на третій термін з 2003 до червня 2006 року. У 2006—2007 рр. — обіймав посаду Верховного комісара Кіпру у Великій Британії. Також відомий своєю роботою з реабілітації біженців-кіпрських греків та осіб грецького походження, які проживають у країнах СНД.

## Життєпис
Народився 19 липня 1938 року в селі Перістеронопігі, Фамагуста, Кіпр. Він здобув ступінь міжнародних відносин у Бостонському університеті та ступінь машинобудування в університеті Біркбека, Лондон. Потім він здобув ступінь магістра ділового адміністрування в Імперському коледжі та ступінь магістра інженерного факультету в Лондонському університеті.
З 1960 до 1964 року працював у приватному секторі на Кіпрі. 1965 року він став першим оперативним дослідником, а згодом головним фінансовим директором Британської ради залізниць. 1968 року він став старшим бізнес-радником міжнародної компанії Price Waterhouse у Лондоні.
1973 року він був призначений директором Кіпрського продуктивного центру, де представив нові методи управління бізнесом та інноваційні програми бізнес-освіти. Крім того, він був головою Ради директорів Інституту готельного та харчового мистецтва.
Після вторгнення Туреччини 1974 року Рада міністрів поклала на нього завдання зі звільнення та повернення біженців. Він створив та керував службою догляду та реабілітації тимчасово переміщених осіб та службою активації тимчасово переміщених осіб.
У 1976—1979 рр. — обіймав посаду глави африканського відділу Верховного комісара ООН у справах біженців у Женеві.
У 1979—1983 рр. — був послом Республіки Кіпр у ФРН із паралельною акредитацією в Австрії та Швейцарії.
1993 року, закінчивши свій термін у Міністерстві закордонних справ, він був призначений урядом Греції президентом Національного фонду з прийому та реабілітації зарубіжних греків та мігрантів та активно підтримував еллінізм у Північному Епірі, регіон Фракії та підтримка греків у СНД.
22 вересня 1983 року він був призначений міністром закордонних справ в уряді Спіроса Кіпріану.
На президентських виборах 1998 року він претендував на посаду президента Республіки Кіпр за підтримки AKEL і DIKO, незначно відставши від Глафкоса Клірідіса
1 березня 2003 — 12 червня 2006 року — був міністром закордонних справ уряду Тассоса Пападопулоса.